# تایتن (واشینگتن)
تایتن (به انگلیسی: Tieton) یک شهر در ایالات متحده آمریکا است که در شهرستان یاکیما، واشینگتن واقع شده‌است. تایتن ۲٫۱۲ کیلومتر مربع مساحت و ۱٬۱۹۱ نفر جمعیت دارد و ۵۸۶ متر بالاتر از سطح دریا واقع شده‌است.